# Thuillières
Thuillières település Franciaországban, Vosges megyében. Lakosainak száma 111 fő (2022. január 1.). Thuillières Lignéville, Monthureux-le-Sec, Relanges, Saint-Baslemont, Senonges, Valleroy-le-Sec és Vittel községekkel határos.

## Népesség
A település népessége az elmúlt években az alábbi módon változott:
| Lakosok száma | 142  | 126  | 125  | 120  | 119  | 117  | 115  | 113  | 111  |
|               | 2013 | 2015 | 2016 | 2017 | 2018 | 2019 | 2020 | 2021 | 2022 |